# Louis Balmet
 (octobre 2019).
Louis Balmet, né le 28 avril 1876 et mort le 20 mars 1957, est un maître-verrier grenoblois du XXe siècle.

## Biographie
Né le 28 avril 1876 à Grenoble, Louis Balmet obtient en 1893 le diplôme de l'école de moulages artistiques et décoratifs de Grenoble. Il commence comme vitrailliste à partir de 1899 et il obtiendra la Légion d'honneur en 1953 pour son travail.
En 1906, il participera à l'Exposition Universelle, et deux ans plus tard à l’Exposition Internationale de 1908. À partir de 1912, il est professeur à l'école d'Arts de Grenoble. En 1914, il est membre du jury à l'Exposition de Lyon, avant d'être envoyé au front dans le 327e régiment d'infanterie, durant la Première Guerre mondiale. 
Dans les années 1920, il déplace son atelier du 106 cours Saint-André au 25 bis cours Berriat à Grenoble. En 1925 puis en 1934, il réalise les vitraux de l'église Saint-Louis de Grenoble. En 1928, il est mandaté pour créer les vitraux de la nouvelle église paroissiale de Barcelonnette. Il réalisera aussi les vitraux de l'église Notre-Dame d'Alban, ainsi que ceux de des églises grenobloises Saint-Bruno et Saint-Joseph. 
Vers 1940, après avoir cessé de travailler par absence de commande, c'est son fils André Balmet qui prend sa relève. Louis Balmet meurt finalement le 20 mars 1957 à l'hôpital de la Tronche à Grenoble.
Louis Balmet est l'arrière-grand-père de l'artiste Gilles Balmet.

## Distinctions
- Officier de l'Instruction publique.
- Chevalier de la Légion d'honneur (1953).